# Чудесна Жена
Чудесна Жена (енгл. Wonder Woman) је измишљена суперхеројина која се појављује у америчким стриповима које објављује издавачка кућа Ди-Си Комикс. Чудесна Жена је члан оснивач Лиге правде, као и амбасадор Амазонки. У својој домовини, острвском народу Темискире, њена званична титула гласи „принцеза Дајана од Темискире, кћерка Хиполите”. Када је требало да се уклопи у друштво изван њене домовине, узела је тајни идентитет Дајана Принс.

## Карактеризација
Чудесну жену створили су амерички психолог и писац Вилијам Молтон Марстон и умјетник Хари Г. Питер. Марстонова супруга, Елизабет, и њихова партнерка Олив Бирн, сматрају се инспирацијом за физички изглед Чудесне жене.

## Кратка биографија
Прича о поријеклу Чудесне жене говори о томе да ју је мајка, краљица Хиполита, извајала од глине и подарила јој живот да живи као Амазонка, заједно са надљудским моћима као даровима грчких богова. Последњих година, Ди-Си је промијенио њену позадину открићем да је она кћерка Зевса и Хиполите, коју су заједно одгајиле њена мајка и њене тетке Антиопа и Меналипе. Опис лика се промијенио током деценија, укључујући и краткотрајан губитак моћи 70-их година; до 80-их, умјетник Џорџ Перез дао јој је мишићав изглед и нагласио њено амазонско наслијеђе. Она посједује арсенал напредне технологије, укључујући Ласо истине, пар неуништивих рукавица, тијару која служи као пројектил и, у старијим причама, низ уређаја заснованих на амазонској технологији.

## У медијима ван стрипа
Гал Гадот је глумила Чудесну Жену у филмовима Бетмен против Супермена: Зора праведника (2016), Чудесна Жена (2017), Лига правде (2017) и Чудесна Жена 1984 (2020).